# 连音
連音（IAST: ;英語：，“連接”是涵蓋發生在語素或詞的邊界上的各種語音處理的一個術語(因此屬於所謂的語素構詞學)。例子包括跨越詞的邊界的聲音融合，和由於臨近聲音或由於鄰接詞的文法功能而導致的聲音變更。連音特別顯著的出現在梵語音韻中，但很多其他語言也有這個現象。該現象和用於改變詞義或屈折变化（往往強制性）的輔音變化有明顯區分。
依據梵語發音，sandhi 要念做 /sən̪d̪ʰi/。

## 連音的類型
- 內連音，特指在詞內語素邊界上的聲音變更，比如 sympathy (syn- + pathy)。
- 外連音，指稱在詞邊界上的聲音變更，比如把 ten books 念做 [tɛm bʊks], 但不是所有英語方言中都如此。法语如果一个单词是以元音开头的，在句子中要和前面单词末尾的辅音拼在一起读。如果前面单词末尾的辅音原本不发音，连起来时要发音叫联诵，如果前面单词末尾的辅音原本就发音，则叫“连读”，英语中也有连读现象和联诵现象（如number eight会读成['nʌmbə reɪt]而非 [*nʌmbə eɪt]），但兩者皆屬於連音中的外連音。[來源請求]

## 例子
日語有連濁、連聲、音便等的連音現象。
法語中的連讀現象有聯誦（法語：liaison）、連音（法語：enchaînement）、元音省略（法語：élision)）等。聯誦的概念也被運用至其他語言上。
英式英語等元音後的r不發音的英語方言中，如果以r為詞尾的單詞後是以元音開首的單詞，那麼這個r也要發音。
朝鮮語/韓語中也有豐富的連音現象。
漢語族中有很多語言在多音節詞語中會出現連讀變調的現象，如普通話（國語）、閩南話、吳語等。部分語言如閩東語等更同時有連讀輔音音變。

## 相關連結
- 變調
- 連濁
- 輔音變化

## 外部連結
- Online tool to perform and undo Sanskrit sandhi effects[]